# Jakob Forssmed
Jakob Petter Forssmed, född 28 december 1974 i Huskvarna församling i Jönköpings län, är en svensk politiker (kristdemokrat). Sedan 2022 är han Sveriges socialminister i regeringen Kristersson.
Han är ordinarie riksdagsledamot sedan 2014, invald för Stockholms läns valkrets. Han är förste vice partiordförande för Kristdemokraterna under partiledare Ebba Busch sedan 2015, och var partiets ekonomisk-politiske talesperson 2014–2022. Han var förbundsordförande för Kristdemokratiska ungdomsförbundet (KDU) 2001–2004.

## Politisk karriär

### Fram till 2004
Åren 2000–2001 var Forssmed politisk sekreterare i Kristdemokraternas riksdagskansli. Han var tjänstgörande ersättare i riksdagen för Per Landgren under korta perioder 2003 och 2004.
Forssmed valdes till förbundsordförande för KDU på riksmötet i Växjö 2001. Han fick 82 röster mot 46 för motkandidaten Daniel Långström. Forssmed var som ordförande särskilt engagerad i frågor om alkohol, civila samhället och i internationella rättvise- och demokratifrågor i allmänhet och mot diktaturen på Kuba i synnerhet. Vid flera tillfällen under sin ordförandetid i KDU ifrågasatte han vad han såg som Kristdemokraternas högervridning och uttalade mål att bli "allmänborgerliga". Under Forssmeds ordförandetid lanserade KDU Stefan Attefall som partiledarkandidat inför partiledarskiftet i april 2004.

### Perioden 2004–2014
Från augusti 2004 var Forssmed stabschef hos partiledare Göran Hägglund. Åren 2006–2014 var han  statssekreterare i statsrådsberedningen.

### Riksdagsledamot 2014–2022
I valet 2014 valdes Forssmed in i Sveriges riksdag och blev riksdagsledamot. Han var 2014–2022 ledamot i Finansutskottet och Kristdemokraternas ekonomisk-politiske talesman.

### Partiledarkandidatur 2015
I februari 2015 meddelade Forssmed att han kandiderade till att bli Göran Hägglunds efterträdare på posten som Kristdemokraternas partiledare. Den 2 mars nominerades han av valberedningen som en av valets två huvudkandidater. Den 11 mars drog Forssmed tillbaka sin kandidatur efter att Ebba Busch Thor säkrat 18 av partidistriktens 26 nomineringar, mot Forssmeds 3. Han valdes sedermera till partiets förste vice ordförande på det extrainsatta rikstinget samma vår.

### Socialminister 2022–
Sedan oktober 2022 är Forssmed Sveriges socialminister och chef för Socialdepartementet i regeringen Kristersson. Han ansvarar för bland annat civilsamhällesfrågor, folkhälsa, psykisk hälsa och tandvård. Han är även idrottsminister och ungdomsminister.

## Familj
Jakob Forssmed tillhör släkten Forssmed från Ydre kommun och är syssling till skådespelaren Ola Forssmed. Han är gift, har tre barn och bor i Sollentuna.

## Böcker
2004 utkom han med boken Själens tillväxt och andra berättelser om samhället. Boken är en antologi som utgår från ett antal frågor om livs- och världssyn.